# Sitiphus sefrensis
Sitiphus sefrensis är en skalbaggsart som beskrevs av Rudolph Petrovitz 1958. Sitiphus sefrensis ingår i släktet Sitiphus och familjen Aphodiidae. Inga underarter finns listade i Catalogue of Life.